# 廷沃爾
廷沃爾（挪威語：Tingvoll）是挪威默勒-魯姆斯達爾郡的一個市镇，行政中心为廷沃爾村。市镇面积为336.81平方公里，人口数量为3,031人（2023年），人口密度为每平方公里9.4人。